# Jeugdbrandweer Westhoek
Onder de vleugels van Brandweer Westhoek zijn er 6 jeugdbrandweergroepen actief in Heuvelland (met als uitvalsbasis Kemmel), Ieper, Kortemark, Poperinge, Wervik en Westkust (met als uitvalsbasis Veurne) Jeugdbrandweer Westkust is een overkoepelende regiowerking voor De Panne, Koksijde, Nieuwpoort, Veurne, Alveringem en Lo-Reninge.

## Doel
Jeugdbrandweer Westhoek heeft als doel jongeren vanaf 12 jaar kennis te laten maken met de brandweer in al haar facetten. Gedurende de periode tot het einde van het werkjaar waarin men 18 wordt, wordt het jeugdbrandweerlid van dichtbij opgevolgd en wordt de belangstelling verder uitgebouwd en uitgediept. Naast de technische opleiding wordt er aandacht besteed aan de zonale kernwaarden: teamspirit, adequatie en samenwerken.
Het traject bij de jeugdbrandweer kan opgedeeld worden in twee delen. Tot en met het einde van het werkjaar waarin men 18* jaar wordt, is er een lokale jeugdwerking met op postniveau uitgewerkte activiteiten. Vanaf 16 jaar kan het jeugdbrandweerlid deelnemen aan de door de federale overheid georganiseerde kadetopleiding, waarbij Jeugdbrandweer Westhoek instaat voor de logistieke ondersteuning van het lid tijdens het volgen van deze opleiding.
Als einddoel heeft de jeugdbrandweer de intentie om de overstap van de jeugdbrandweer naar de brandweer te faciliteren, door elk lid zo goed mogelijk voor te bereiden op het behalen van het Federaal Geschiktheidsattest en op de sollicitatie bij de hulpverleningszone.
Als einddoel heeft de jeugdbrandweer de intentie om de overstap van de jeugdbrandweer naar de brandweer te faciliteren, door elk lid zo goed mogelijk voor te bereiden op het behalen van het Federaal Geschiktheidsattest en op de sollicitatie bij de hulpverleningszone.

## Werking
De werking van Jeugdbrandweer Westhoek is opgesplitst in een zonale werking en een lokale werking. De zonale werking staat in voor het afstemmen van de lokale werkingen onderling om een zo eenduidig mogelijk traject uit te werken voor alle leden van de jeugdbrandweer. Lokaal bepaalt elke groep zelf het programma, de frequentie van de bijeenkomsten en de sociale activiteiten.

## Toetredingsvoorwaarden
Om lid te worden van de jeugdbrandweer moet er voldaan worden aan onderstaande voorwaarden:
- Belg of burger van E.E.R. of Zwitserland (identiteitskaart).
- Wonen in een stad of gemeente binnen de hulpverleningszone zelf of binnen de 8 kilometer van een zonale brandweerpost.
- Schriftelijke toestemming van de ouders of voogd.
- Minimaal 12 jaar zijn en maximaal 17 jaar zijn op datum van inschrijving.
- Verklaring medische geschiktheid door de huisarts.